# U/23 Oceanienmesterskabet i fodbold 2012
U-23 Oceanienmesterskabet i fodbold 2012 (engelsk: 2012 OFC Men's Pre-Olympic Football Tournament) var kvalifikationen til fodboldturneringen under Sommer-OL 2012 i London for medlemmer af Oceania Football Confederation. Turneringen blev spillet i New Zealand, efter at det i januar 2012 i OFC, blev besluttet at fratage Fiji, rettighederne til værtskabet. Det, blev den 7. februar, 2012 afsløret at Taupo ville være vært for kvalifikationen, og at kampene skulle afholdes i Owen Delany Park.
New Zealand vandt turneringen og kvalificerede sig til OL.

## Deltagere
| - Amerikansk Samoa - Fiji - New Zealand (værtsnation) - Papua Ny Guinea | - Salomonøerne - Tonga - Vanuatu |

## Gruppespillet
|  | Holdet kvalificerede sig til semifinalen |
|  | Holdet blev elimineret                   |

Holdenes vej til OL, blev afsløret den 17. februar, 2012.

### Gruppe A
| Team             | Pld | W | D | L | GF | GA | GD  | Pts |
| ---------------- | --- | - | - | - | -- | -- | --- | --- |
| Fiji             | 3   | 3 | 0 | 0 | 11 | 2  | +9  | 9   |
| Vanuatu          | 3   | 2 | 0 | 1 | 10 | 2  | +8  | 6   |
| Salomonøerne     | 3   | 1 | 0 | 2 | 16 | 4  | +12 | 3   |
| Amerikansk Samoa | 3   | 0 | 0 | 3 | 2  | 31 | −29 | 0   |

| 16. marts 2012 12:00 UTC+13 |

| Salomonøerne | 0 – 2   | Fiji                                      |
| ------------ | ------- | ----------------------------------------- |
|              | Rapport | Esava Naqeleca 18' · Archie Watkins 65' · |

| Owen Delany Park, Taupo Dommer: Norbert Hauata (Tahiti) |

| 16. marts 2012 14:30 UTC+13 |

| Vanuatu                                                                                     | 8 – 0   | Amerikansk Samoa |
| ------------------------------------------------------------------------------------------- | ------- | ---------------- |
| Roddy Lenga 10' 23' · Tasso 13' (pen.) 21' · Sailas Namatak 81' 83' 38' · Barry Mansale 89' | Rapport |                  |

| Owen Delany Park, Taupo Tilskuere: 200 Dommer: Bertrand Billon (Ny Kaledonien) |

| 18. marts 2012 14:30 UTC+13 |

| Amerikansk Samoa      | 1 – 7   | Fiji |
| --------------------- | ------- | --- |
| Ailoa Tualaulelei 66' | Rapport | Jone Salauneune 12' · Misaele Draunibaka 56' 58' · Esava Naqeleca 63' 65' · Samuela Drudru 72' · Archie Watkins 88' · |

| Owen Delany Park, Taupo Tilskuere: 250 Dommer: Isidore Assiene-Ambassa (Frankrig) |

| 18. marts 2012 17:00 UTC+13 |

| Salomonøerne | 0 – 1   | Vanuatu            |
| ------------ | ------- | ------------------ |
|              | Rapport | Jean Kaltack 61' · |

| Owen Delany Park, Taupo Tilskuere: 400 Dommer: Kader Zitouni (Tahiti) |

| 21. marts 2012 12:00 UTC+13 |

| Amerikansk Samoa | 1 – 16  | Salomonøerne |
| ---------------- | ------- | --- |
| Luani 5'         | Rapport | Ian Paia 22' 26' 32' (pen.) 58' (pen.) 63' 73' 84' · Jerry Donga 50' · Himson Teleda 52' · Micah Lea'alafa 55' 69' 74' · Chris Tafoa 67' · Karol Kakate 77' 79' · Johan Doiwale 89' · |

| Owen Delany Park, Taupo Tilskuere: 100 Dommer: Bertrand Billon (Ny Kaledonien) |

| 21. marts 2012 17:00 UTC+13 |

| Fiji                                     | 2 – 1   | Vanuatu            |
| ---------------------------------------- | ------- | ------------------ |
| Esava Naqeleca 20' · Jone Salauneune 41' | Rapport | Jean Kaltack 62' · |

| Owen Delany Park, Taupo Tilskuere: 150 Dommer: Norbert Hauata (Tahiti) |

### Gruppe B
| Team            | Pld | W | D | L | GF | GA | GD  | Pts |
| --------------- | --- | - | - | - | -- | -- | --- | --- |
| New Zealand     | 2   | 2 | 0 | 0 | 11 | 0  | +11 | 6   |
| Papua Ny Guinea | 2   | 1 | 0 | 1 | 3  | 1  | +2  | 3   |
| Tonga           | 2   | 0 | 0 | 2 | 0  | 13 | −13 | 0   |

| 16. marts 2012 17:00 UTC+13 |

| New Zealand  | 1 – 0   | Papua Ny Guinea |
| ------------ | ------- | --------------- |
| Lovemore 73' | Rapport |                 |

| Owen Delany Park, Taupo Tilskuere: 550 Dommer: Gerald Oiaka (Salomonøerne) |

| 18. marts 2012 12:00 UTC+13 |

| Papua Ny Guinea                                            | 3 – 0   | Tonga |
| ---------------------------------------------------------- | ------- | ----- |
| Vanya Malagian 6' · Nigel Dabingyaba 47' · Jamal Seeto 86' | Rapport |       |

| Owen Delany Park, Taupo Tilskuere: 150 Dommer: Bruce George (Vanuatu) |

| 21. marts 2012 14:30 UTC+13 |

| Tonga | 0 – 10  | New Zealand |
| ----- | ------- | --- |
|       | Rapport | Draper 23' · Jason Hicks 33' · Daniel Saric 43' · Louis Fenton 52' 54' · Ethan Gailbraith 72' 73' · Lovemore 77' 90' · Musa 81' · |

| Owen Delany Park, Taupo Tilskuere: 200 Dommer: Gerald Oiaka (Salomonøerne) |

## Knockout-fase
På grund af en forsinkelse i de sidste puljekampe, blev knockout-fasen udskudt, med en dag, i forhold til den oprindelige tidsplan.
|  | Semifinaler      | Semifinaler |   |  | Finale          | Finale |  |
|  |                  |             |   |  |                 |        |  |
|  | 23. marts, 2012: |             |   |  |                 |        |  |
|  | Fiji             | 3           |   |  |                 |        |  |
|  | Papua Ny Guinea  | 0           |   |  |                 |        |  |
|  |                  |             |   |  |                 |        |  |
|  |                  |             |   |  | 25. marts, 2012 |        |  |
|  |                  |             |   |  | Fiji            | 0      |  |
|  |                  | New Zealand | 1 |  |                 |        |  |
|  |                  |             |   |  |                 |        |  |
|  |                  |             |   |  |                 |        |  |
|  |                  |             |   |  |                 |        |  |
|  | 23. marts, 2012  |             |   |  |                 |        |  |
|  | New Zealand      | 3           |   |  |                 |        |  |
|  | Vanuatu          | 2           |   |  |                 |        |  |

### Semifinaler
| 23. marts 2012 13:00 UTC+13 |

| Fiji                                                     | 3 – 0   | Papua Ny Guinea |
| -------------------------------------------------------- | ------- | --------------- |
| Esava Naqeleca 25' (pen.) 60' (pen.) · Zibraaz Sahib 71' | Rapport |                 |

| Owen Delany Park, Taupo Tilskuere: 200 Dommer: Bertrand Billon (Ny Kaledonien) |

| 23. marts 2012 16:00 UTC+13 |

| New Zealand                            | 3 – 2   | Vanuatu                               |
| -------------------------------------- | ------- | ------------------------------------- |
| Louis Fenton 5' · Musa 8' · Draper 27' | Rapport | Jean Kaltack 74' · Kensi Tangis 90' · |

| Owen Delany Park, Taupo Tilskuere: 400 Dommer: Kader Zitouni (Tahiti) |

### 3.-plads Playoff
| 25. marts 2012 13:00 UTC+13 |

| Papua Ny Guinea | 0 – 1   | Vanuatu            |
| --------------- | ------- | ------------------ |
|                 | Rapport | Jean Kaltack 38' · |

| Owen Delany Park, Taupo Tilskuere: 400 Dommer: Gerald Oiaka (Salomonøerne) |

### Finale
| 25. marts 2012 16:00 UTC+13 |

| Fiji | 0 – 1   | New Zealand         |
| ---- | ------- | ------------------- |
|      | Rapport | Draper 18' (pen.) · |

| Owen Delany Park, Taupo Tilskuere: 1,250 Dommer: Norbert Hauata (Tahiti) |

## Priser
En række priser blev, tildelt efter turneringens slutning.
| Bedste spiller | Bedst målmand | Topscorer        | Fairplay Award |
| -------------- | ------------- | ---------------- | -------------- |
| Esava Naqeleca | Jake Gleeson  | Ian Paia (7 mål) | Tonga          |

## Placeringer
| Plac. | Hold             |
| ----- | ---------------- |
| 1     | New Zealand      |
| 2     | Fiji             |
| 3     | Vanuatu          |
| 4     | Papua Ny Guinea  |
| 5     | Salomonøerne     |
| 6     | Tonga            |
| 7     | Amerikansk Samoa |

## Målscorer
| 7 mål - Ian Paia 6 mål - Esava Naqeleca 4 mål - Jean Kaltack 3 mål - Micah Lea’alafa - Greg Draper - Louis Fenton - Sean Lovemore - Sailas Namatak | 2 mål - Archie Watkins - Jone Salauneune - Misaele Draunibaka - Karol Kakate - Ethan Gailbraith - James Musa - Robert Tasso - Roddy Lenga 1 mål - Samuela Drudru - Zibraaz Sahib | 1 mål (forts.) - Daniel Saric - Jason Hicks - Jamal Seeto - Nigel Dabingyaba - Vanya Malagian - Chris Tafoa - Himson Teleda - Jerry Donga - Johan Doiwale - Ailoa Tualaulelei - Shalom Luani - Kensi Tangis |  |